# Kasztelania bracławska
Kasztelania bracławski – kasztelania mieszcząca się niegdyś w województwie bracławskim, z siedzibą (kasztelem) w Bracławiu.

## Kasztelanowie bracławscy
| Imię i nazwisko             | Okres urzędowania                       | p.    |
| --------------------------- | --------------------------------------- | ----- |
| Andrzej Kapusta             | 1566 - 1572                             | [ 2 ] |
| Wasyl Pietrowicz Zahorowski | 1572 - 1580                             | [ 2 ] |
| Michał Wiśniowiecki         | 1580 - 1581                             | [ 2 ] |
| Aleksander Siemaszko        | 1581 - 1597                             | [ 2 ] |
| Grzegorz Sanguszko          | 1598 - 1602                             | [ 2 ] |
| Mikołaj Siemaszko           | 1602 - 1618                             | [ 2 ] |
| Adam Sanguszko              | 1618 - 1618                             | [ 2 ] |
| Jan Charlęski               | 1619 - 1625                             | [ 2 ] |
| Bartłomiej Modlibowski      | (już 1625?) 1625 - 1638 (jeszcze 1638?) | [ 2 ] |
| Gabriel Stempkowski         | (już 1625?) 1638 - 1662                 | [ 2 ] |
| Daniel Stempkowski          | 1662 - 1673                             | [ 2 ] |
| Stefan Ledóchowski          | 1673 - 1676                             | [ 2 ] |
| Wacław Hulewicz             | 1676 - 1676 (jeszcze 1679?)             | [ 2 ] |
| Jerzy Wielhorski            | 1679 - 1682                             | [ 3 ] |
| Stefan Zahorowski           | 1683-1685                               | [ 4 ] |
| Hieronim Hulewicz           | (już 1685?) 1685 - 1688 (jeszcze 1688?) | [ 2 ] |
| Franciszek Koryciński       | 1688 - 1696                             | [ 2 ] |
| Jan Lubecki                 | (już 1696?) 1698 - 1698                 | [ 2 ] |
| Franciszek Korytkowski      | 1698 - 1701                             | [ 2 ] |
| Aleksander Cetner           | 1701 - 1701 (jeszcze 1703?)             | [ 2 ] |
| Józef Męciński              | 1703 - 1709                             | [ 2 ] |
| Rafał Sarbiewski            | 1710 - 1715                             | [ 2 ] |
| Karol Oborski               | 1716 - 1729                             | [ 2 ] |
| Jan Potocki                 | 1729 - 1744                             | [ 2 ] |
| Piotr Branicki              | 1744 - 1761                             | [ 2 ] |
| Jan Czarnecki               | 1762 - 1773                             | [ 2 ] |
| Marcin Grocholski           | 1774 - 1790                             | [ 2 ] |
| Antoni Czetwertyński        | 1790 - 1795                             | [ 2 ] |